# Großmeister des Malteserordens

Flagge des Großmeisters

Der Großmeister des Malteserordens ist die oberste Gewalt des Souveränen Malteserordens (bis zur Ansiedlung auf Malta Johanniterorden). Bis 1267 trug er den Titel Meister.
Amt und Würde eines Großmeisters wird einem Professritter mit Ewigen Gelübden übertragen. Kirchenrechtlich steht der Großmeister des Malteserordens im Range eines Kardinals, darf aber als Laie nicht am Konklave teilnehmen. Der Titel des Großmeisters lautet Seine Hoheit und Eminenz, der Fürst und Großmeister. Die Befugnisse des Großmeisters regelt die Verfassung des Ordens. Der Großmeister residiert am Sitz des Ordens in Rom, Via Condotti.

## Wahl des Großmeisters
Der Großmeister wird auf Lebenszeit durch den Großen Staatsrat gewählt.
Von dieser Regel gab es folgende Ausnahmen:
- 1169/70 wurde Gilbert de Aissailly abgesetzt und durch Gaston de Murols ersetzt.
- 1305 gab Guillaume de Villaret den Titel an seinen jüngeren Bruder Foulques de Villaret ab. Er starb 1307.
- 1319 wurde Foulques de Villaret abgesetzt und durch Helion de Villeneuve ersetzt.
- 1383–1395: Auf den Großmeistertitel erhob auch der rivalisierende Großmeister Riccardo Caracciolo Anspruch.
- 1798–1801: Aus Dankbarkeit für die Gewährung der Zuflucht in Russland setzten die Ritter ihren Großmeister Hompesch ab und erklärten den (nicht-katholischen!) Zaren Paul zum Großmeister; nach dessen Ermordung (1801) wurde 1803 wieder ein römisch-katholischer Großmeister ordnungsgemäß gewählt.
- 1805–1879: In dieser Zeit wurde der Orden von hierarchisch tiefer gestellten Leutnanten (Statthaltern) geführt.

### Erfordernisse für die Wahl zum Großmeister
Artikel 13 der Verfassung des Ordens lautet:
- § 1

Der Großmeister wird vom Großen Staatsrat auf Lebenszeit gewählt. Wählbar sind Professritter mit mindestens zehn Jahren in Ewigen Gelübden, sofern sie unter 50 Jahre alt sind; für ältere Professritter genügen drei Jahre in Ewigen Gelübden, sofern sie seit zehn Jahren Mitglieder des Ordens sind.
- § 2

Der Großmeister und der Statthalter des Großmeisters müssen die Voraussetzungen erfüllen, wie sie zur Aufnahme in die Kategorie der Ehren- und Devotionsritter vorgeschrieben sind.
- § 3

Der zum Großmeister Gewählte hat vor Amtsantritt dem HI. Vater brieflich Mitteilung von seiner Wahl zu machen.

### Der Eid des Großmeisters
Nachdem er den Papst über die erfolgte Wahl informiert hat, legt gemäß Artikel 14 der Verfassung des Ordens der zur Würde des Großmeisters Gewählte in Anwesenheit des Kardinalpatrons in einer feierlichen Sitzung des Großen Staatsrat folgenden Eid ab:
„Ich, N.N., verspreche und schwöre feierlich bei diesem hochheiligen Kreuzesholz und Gottes heiligen Evangelien, Verfassung, Codex, Regel und die lobenswerten Gewohnheiten unseres Ordens zu wahren und dessen Angelegenheiten gewissenhaft zu leiten. Dazu helfe mir Gott. Und wenn ich darin fehle, sei es auf Gefahr meines Seelenheils.“

## Verzeichnis der Großmeister

### Jerusalem(bis 1142)
- 1. Gerhard Sasso (1100–1120)
- 2. Raymond du Puy (1120–1158/60)

### Krak des Chevaliers(1142–1271)
- 3. Auger de Balben (1158/60–1162)
- 4. Arnaud de Comps (1162–1163)
- 5. Gilbert de Aissailly (1163–1169)
- 6. Gaston de Murols (1170–1172)
- 7. Joubert (1172–1177)
- 8. Roger de Moulins (1177–1187)
- 9. Hermangard d’Asp (1188–1190)
- 10. Garnier de Naplouse (Nablus) (1190–1192)
- 11. Geoffroy de Donjon (1193–1202)
- 12. Alfonse de Portugal (1203–1206)
- 13. Geoffrey le Rat (1206–1207)
- 14. Garin de Montaigu (1207–1228)
- 15. Bertrand de Thessy (1228–1231)
- 16. Guérin Lebrun (1231–1236)
- 17. Bertrand de Comps (1236–1239/40)
- 18. Pierre de Vielle-Bride (1239/40–1242)
- 19. Guillaume de Chateauneuf (1242–1258)
- 20. Hugues de Revel (1258–1277)

### Akkon(1271–1291)
- 21. Nicolas Lorgne (1277–1284)
- 22. Jean de Villiers (1284–1294)

### Zypern(1291–1307)
- 23. Odon de Pins (1294–1296)
- 24. Guillaume de Villaret (1296–1305)
- 25. Foulques de Villaret (1305–1319)

### Rhodos(1309–1522)
- 26. Helion de Villeneuve (1319–1346)
- 27. Dieudonné de Gozon (1346–1353)
- 28. Pierre de Corneillan (1353–1355)
- 29. Roger de Pins (1355–1365)
- 30. Raymond Berenger (1365–1374)
- 31. Robert de Juliac (1374–1376)
- 32. Jean Fernandez de Heredia (1376–1396)
- 33. Riccardo Caracciolo (1383–1395)
- 34. Philibert de Naillac (1396–1421)
- 35. Antonio Fluvian de la Riviere (1421–1437)
- 36. Jean de Lastic (1437–1454)
- 37. Jacques de Milly (1454–1461)
- 38. Piero Raimondo Zacosta (1461–1467)
- 39. Giovanni Battista Orsini (1467–1476)
- 40. Pierre d’Aubusson (1476–1503)
- 41. Emery d’Amboise (1503–1512)
- 42. Guy de Blanchefort (1512–1513)
- 43. Fabrizio del Carretto (1513–1521)
- 44. Philippe de Villiers de l’Isle-Adam (1521–1534)

### Malta(1530–1798)
- 45. Piero de Ponte (1534–1535)
- 46. Didier de Saint-Jaille (1535–1536)
- 47. Juan de Homedes (1536–1553)
- 48. Claude de la Sengle (1553–1557)
- 49. Jean de la Valette (1557–1568)
- 50. Pierre de Monte (1568–1572)
- 51. Jean de la Cassière (1572–1581)
- 52. Hugues Loubenx de Verdale (1581–1595)
- 53. Martin Garzes (1595–1601)
- 54. Alof de Wignacourt (1601–1622)
- 55. Luis Mendez de Vasconcellos (1622–1623)
- 56. Antoine de Paule (1623–1636)
- 57. Jean de Lascaris-Castellar (1636–1657)
- 58. Martin de Redin (1657–1660)
- 59. Annet de Clermont-Gessant (1660)
- 60. Raphael Cotoner (1660–1663)
- 61. Nicolas Cotoner (1663–1680)
- 62. Gregorio Carafa (1680–1690)
- 63. Adrien de Wignacourt (1690–1697)
- 64. Ramon Perellos y Roccaful (1697–1720)
- 65. Marc’Antonio Zondadari (1720–1722)
- 66. Antonio Manoel de Vilhena (1722–1736)
- 67. Ramon Despuig (1736–1741)
- 68. Manuel Pinto de Fonseca (1741–1773)
- 69. Francisco Ximenes de Texada (1773–1775)
- 70. Emmanuel de Rohan-Polduc (1775–1797)
- 71. Ferdinand von Hompesch zu Bolheim (1797–1799)

### Petersburg(1799–1803)
- 72. Paul, Zar von Russland (1798–1801) (de facto)
  - Fürst Nikolai Iwanowitsch Saltykow (1801–1803) (vom heutigen Orden nicht geführt)

### Messina/Catania(1803–1805)
- 73. Giovanni Battista Tommasi (1803–1805)

### Rom(ab 1834)
- 74. Johann Baptist Ceschi a Santa Croce (1879–1905)
- 75. Galeas von Thun und Hohenstein (1905–1931)
- 76. Ludovico Chigi Albani della Rovere (1931–1951)
- 77. Angelo de Mojana di Cologna (1962–1988)
- 78. Andrew Bertie (1988–2008)
- 79. Matthew Festing (2008–2017)
- 0 Giacomo Dalla Torre del Tempio di Sanguinetto (29. April 2017 – 2. Mai 2018; Großmeister-Statthalter nach Art. 23 § 5 der Ordensverfassung)[2]
- 80. Giacomo Dalla Torre del Tempio di Sanguinetto (2. Mai 2018 – 29. April 2020)[3]
- 0 Marco Luzzago (8. November 2020 – 7. Juni 2022; Großmeister-Statthalter nach Art. 23 § 5 der Ordensverfassung)
- 0 John Dunlap (13. Juni 2022 – 4. Mai 2023; Großmeister-Statthalter)
- 81. John Dunlap (seit 4. Mai 2023)

## Verzeichnis der Statthalter (Leutnants) des Großmagisteriums

### Catania (1805–1826)
- 1. Innico Maria Guevara-Suardo (1805–1814)
- 2. André Di Giovanni (1814–1821)

### Ferrara(1826–1834)
- 3. Antoine Busca (1821–1834)

### Rom (1834–)
- 4. Carlo Candida (1834–1845)
- 5. Philipp von Colloredo-Mels (1845–1864)
- 6. Alessandro Borgia (1865–1872)
- 7. Johann Baptist Ceschi a Santa Croce (1872–1879) → 74. Großmeister
- 8. Antoine Hercolani Fava Simonetti ad interim (1951–1955)
- 9. Jean Charles Pallavicini (17. Januar – 8. April 1988) (ad interim)
- 10. Giacomo Dalla Torre del Tempio di Sanguinetto ad interim (7. Februar – 11. März 2008) → 80. Großmeister
- 11. Ludwig Hoffmann-Rumerstein ad interim (ab 25. Januar 2017)
- 12. Giacomo Dalla Torre del Tempio di Sanguinetto (ab 29. April 2017)
- 13. Ruy Gonçalo do Valle Peixoto de Villas Boas ad interim (ab 29. April 2020[4])
- 14. Marco Luzzago ad interim (8. November 2020 – 7. Juni 2022)[5]
- 15. John Dunlap (14. Juni 2022 – 4. Mai 2023)[6]

## Verzeichnis der Stellvertreter des Großmeisters
- Pio Franchi de’ Cavalieri (1929–1931) (während der Erkrankung des 75. Großmeisters)
- Ernesto Paternò Castello di Carcaci (1955–1962)